# Carner bord
El carner bord, carlet bord o fals carlet (Entoloma sinuatum) és un bolet basidiomicot de la família Entolomataceae, que creix normalment en sòls argilencs i calcaris, preferentment en boscs de faigs, roures o mixtos, i voltants. És verinós i es coneix vulgarment com a bolet enganyós o pèrfid, perquè és molt confusible amb algunes altres espècies de bolets comestibles. El seu basònimo és Agaricus sinuatus Pers., 1801.

## Descripció
A simple vista, el cos fructífer d'aquest bolet té una forma clàssica d'un bolet de camp, i pot arribar a fer fins a 19 cm d'alt. Es constitueix per un tronc semigruixut que sosté el píleu la cutícula del qual presenta una color grisa clara cremosa, encara que pot presentar coloracions que van del vori fins a l'ocre. Una mica menys llegible es poden distingir petites fibril·les radials. En els bolets joves l'estructura del cos és incurvada —amb la vora plegada cap a dins—, però després serà plana i ondulada. Les làmines són de color blanca amb tons groguencs o salmó, escollades, lliures i espesses. La seva carn és consistent i de color blanquinosa, amb una textura fibrosa. Té una olor farinosa i agradable.

## Comestibilitat
Aquest bolet és tòxic, i és una dels bolets amb més registres d'enverinament degut al seu consum. És molt fàcil de confondre amb una altra mena de bolets comestibles perquè és molt semblant a altres membres de la seva família.

## Intoxicació
En la majoria dels casos es presenta un quadre de vòmits i diarrea intensa, així com enrogiments en algunes parts del cos, com ara les parts genitals i la cara.